# Pointe-aux-Roches
Pointe-aux-Roches (anglais : Stoney Point) est un hameau avec une population d'environ 600 habitants, situé dans la ville Lakeshore du comté d'Essex, Ontario, Canada.
En 1824, une communauté d'exploitation agricole s'est développé dans le secteur. Avec le voyage accru le long de la route de Tecumseh dans les années 1830, les petites communautés des colons principalement de langue française ont commencé à former le long du rivage du sud de la rue Clair de lac. Pointe-aux-Roches s'est épanoui brièvement au milieu du XIXe siècle jusqu'à ce que l'épuisement des ressources locales de bois de construction ait réduit l'industrie du soutien principal du village.